# František Zvonek
František Zvonek [františek zvoněk] (1926 – 6. prosince 1974) byl slovenský fotbalový brankář.

## Hráčská kariéra
V československé lize chytal za ČH Bratislava. Do Červené hviezdy přišel ze Slovanu.

### Prvoligová bilance
| Ročník       | Zápasy | Góly | Minuty | Nuly | Klub                       |
| ------------ | ------ | ---- | ------ | ---- | -------------------------- |
| I. liga 1953 | –      | 0    | –      | –    | Červená hviezda Bratislava |
| CELKEM       | –      | 0    | –      | –    |                            |